# دیگ دودکش

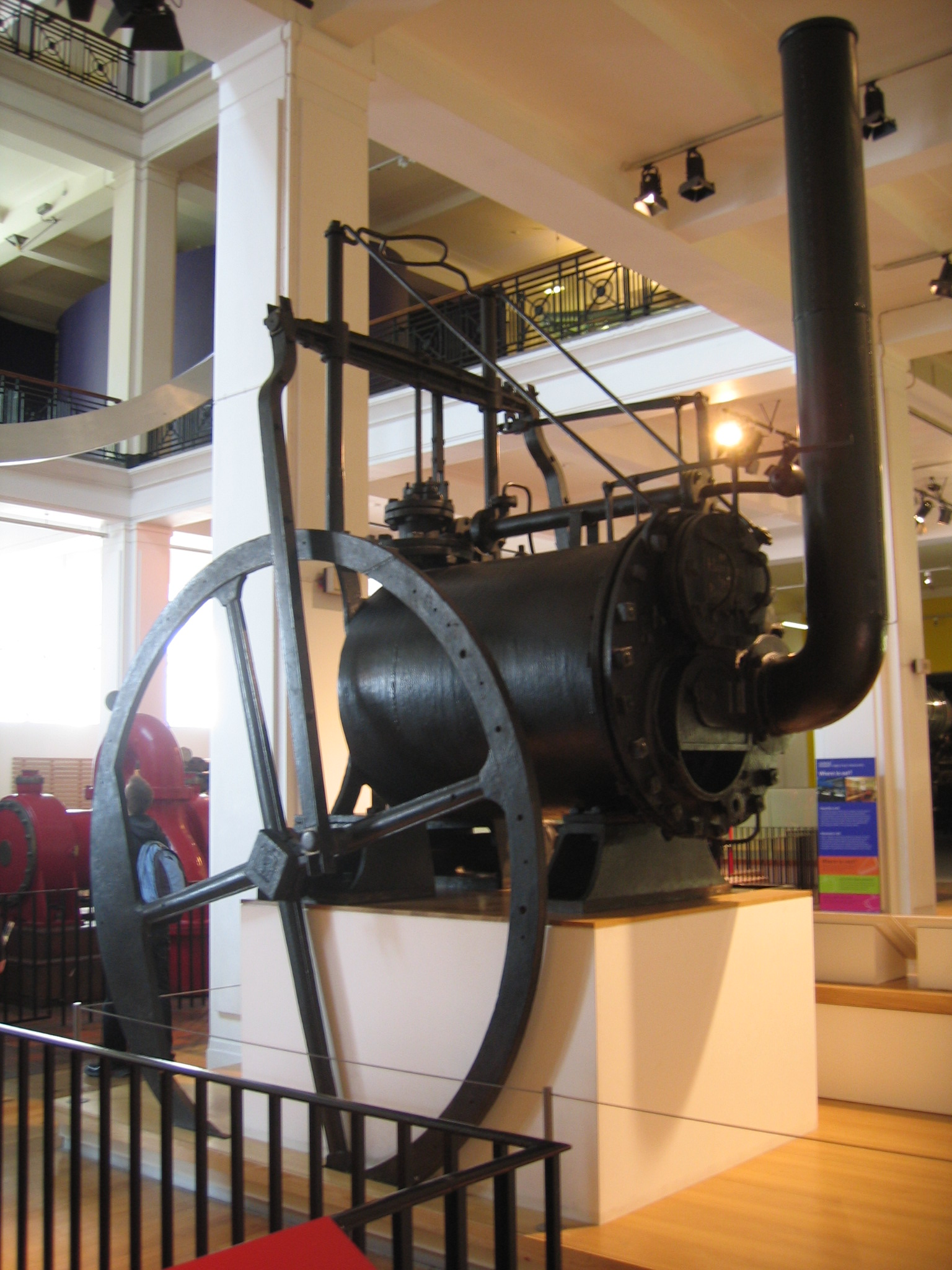
موتور Trevithick در سال ۱۸۰۶ حول یک نمونه اولیه از یک دیگ دودکش ساخته شده است (به‌طور خاص، یک نوع دودکش برگشتی)

دیگ دودکش، دیگ پوسته ای یا دودکش شکل اولیه و نسبتاً ساده ای از دیگ است که برای تولید بخار استفاده می‌شود، معمولاً برای به حرکت درآوردن موتور بخار. این طرح یک مرحله انتقالی در توسعه دیگ بخار، بین دیگ‌های اولیه انبار کاه و دیگ‌های آتش لوله چند لوله ای بعدی را مشخص کرد. بویلر دودکش دار با یک پوسته دیگ استوانه ای بزرگ که مخزن آب را تشکیل می‌دهد مشخص می‌شود که توسط یک یا چند دودکش بزرگ حاوی کوره عبور می‌کند. این دیگ‌ها در اوایل قرن نوزدهم پدیدار شدند و برخی از اشکال امروزه نیز در خدمت هستند. اگرچه بیشتر برای نیروگاه‌های بخار ساکن استفاده می‌شد، اما برخی از آنها در وسایل نقلیه بخار اولیه، لوکوموتیوهای راه‌آهن و کشتی‌ها استفاده می‌شد.
دیگ‌های فلوئد در تلاشی برای افزایش فشار بخار و بهبود راندمان موتور ساخته شدند. طرح‌های اولیه انبار کاه در روزگار وات از نظر مکانیکی ضعیف بودند و اغلب سطح صاف بدون تکیه گاه را به آتش‌نشان می‌دادند. انفجار دیگ بخار که معمولاً با خرابی صفحه این جعبه آتش شروع می‌شد، رایج بود. مشخص بود که یک ساختار قوسی از یک صفحه مسطح قوی تر است و بنابراین یک لوله دودکش دایره ای بزرگ در داخل پوسته دیگ قرار داده شده است. خود آتش روی یک توری آهنی قرار داشت که در سرتاسر این دودکش قرار داشت، با خاکستر کم عمقی در زیر آن برای جمع‌آوری بقایای غیرقابل احتراق. این مزیت اضافی پیچیدن سطح گرمایش به دور کوره داشت، اما این یک مزیت ثانویه بود.
اگرچه به عنوان فشار کم در نظر گرفته می‌شود (شاید ۲۵ پوند بر اینچ مربع (۱٫۷ اتمسفر استاندارد)) امروزه در مقایسه با پیشینیان خود به عنوان فشار بالا در نظر گرفته می‌شد. این افزایش فشار عامل اصلی در تبدیل لوکوموتیوها (یعنی وسایل نقلیه کوچک خود متحرک) مانند Trevithick به یک پیشنهاد عملی بود.
دیگ‌های دودکش مرکزی

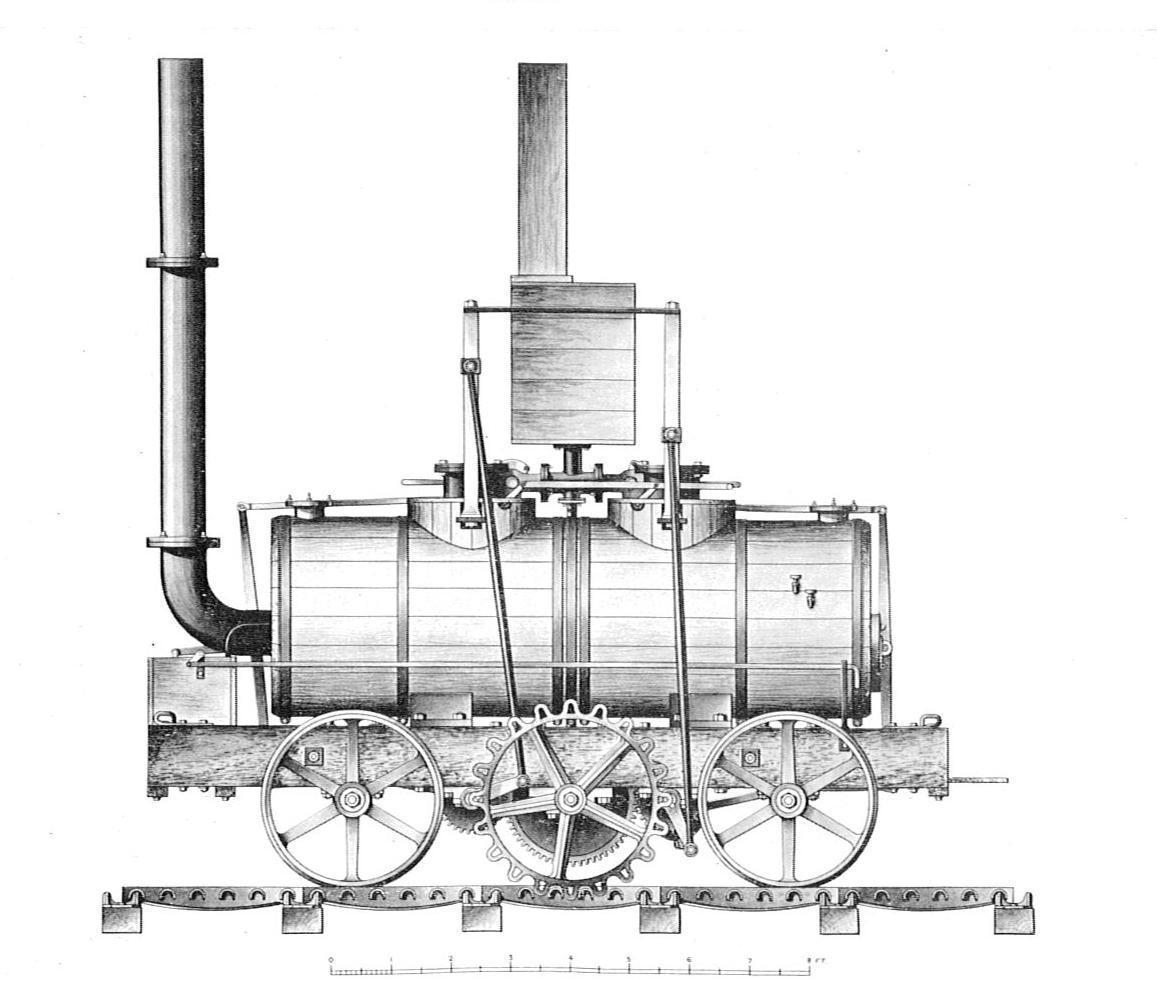
لوکوموتیو میدلتون

ساده‌ترین دیگ برای لوکوموتیوها یک دودکش مستقیم داشت. این به‌طور گسترده توسط بسیاری از سازندگان لوکوموتیو اولیه، از جمله لوکوموتیوهای Blenkinsop برای راه‌آهن میدلتون و لوکوموشن شماره ۱ استفنسون استفاده شد.
ساخت این نوع دیگ بخار ساده است و به اندازه کافی قوی است که بخار «فشار بالا» (برای دوره) را با کار گسترده در سیلندرها پشتیبانی کند. همچنین جریان گاز خوبی از طریق دودکش بزرگ وجود دارد، به طوری که آتش به تنهایی از عملکرد یک دودکش بلند هواکش کافی دریافت می‌کند. با این حال، منطقه گرمایش کمی نیز دارد، بنابراین ناکارآمد است و مقدار زیادی زغال سنگ می‌سوزاند.
دیگ‌های دودکش برگشتی

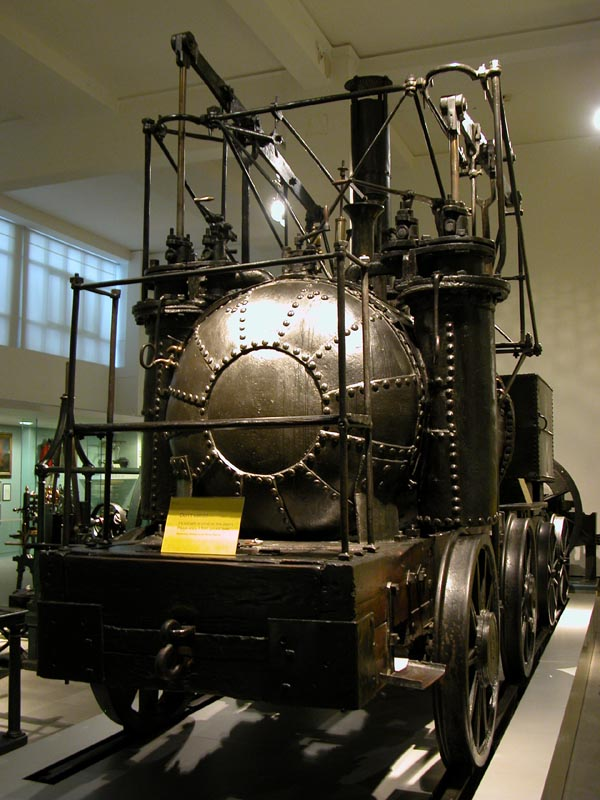
Paffing Billy از ۱۸۱۳، انتهای گنبدی دیگ دودکش برگشتی خود را نشان می‌دهد (مرکز تصویر)

یک دودکش ساده اگر بخواهد فضای گرمایش مناسبی را ارائه دهد باید طولانی باشد. در یک پوسته دیگ بخار کوتاه، مانند مورد نیاز برای لوکوموتیو بخار، این ممکن است با استفاده از یک دودکش برگشتی U شکل که به عقب خم می‌شود، انجام شود.
ریچارد ترویتیک قبلاً از دودکش برگشتی با اولین طرح لوکوموتیو کوالبروکدیل در سال ۱۸۰۲ و موتور «پن ای-دارن» ۱۸۰۴ استفاده کرده بود. این دیگ‌ها به شدت از چدن، کوتاه و صاف ساخته شده بودند. لوکوموتیو ۱۸۰۴/۵ " نیوکاسل " او (که در واقع در گیتسهد ساخته شد) شروع به نشان دادن یکی از ویژگی‌های دیگ بخار برگشتی کرد، یک شکل گنبدی برجسته برای مقاومت در برابر فشار بخار در انتهای جامد روبروی کوره و دودکش. در این مورد، دیگ‌سازی، اکنون صفحات آهن فرفورژه، باید توسط استوانه افقی تک سفر طولانی ترویتیک پیچیده شده باشد (۹ در ۳۶ اینچ (۲۳۰ در ۹۱۰ میلیمتر) قطر×سکته) که از این انتهای گنبدی شکل بیرون آمده است. با این حال، این کار را برای آتش‌نشان آسان‌تر کرد، زیرا او دیگر سعی نمی‌کرد به دریچه آتش در زیر چهارراه بلند پیستون برسد.

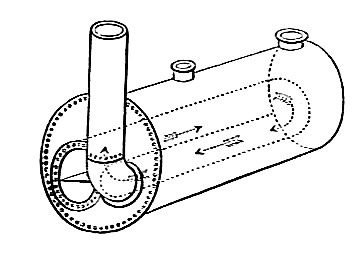

ویلیام هدلی از این الگوی دیگ برای لوکوموتیوهای خود در سال ۱۸۱۳ یعنی Puffing Billy و Wylam Dilly استفاده کرد. هدلی از طریق کولی وایلم و مالک آن کریستوفر بلکت، با موتور ترویتیک آشنا بود.
رویال جورج ۰-۶-۰ تیموتی هکوورث در سال ۱۸۲۷ نیز از دیگ بخار برگشتی استفاده کرد، هرچند که بیشتر به دلیل استفاده پیشگامانه از یک لوله انفجاری عمدی برای تشویق بادکش در آتش شناخته شده است. وزن سبکتر نسخه ۰-۴-۰ او برای Rainhill Trials , Sans Pareil بسیار شبیه بود. حتی اگر به محض پایان آزمایش‌ها قدیمی به نظر می‌رسیدند، سامسون کانادایی این الگو در سال ۱۸۳۸ ساخته شد و هنوز در سال ۱۸۸۳ در خدمت است.

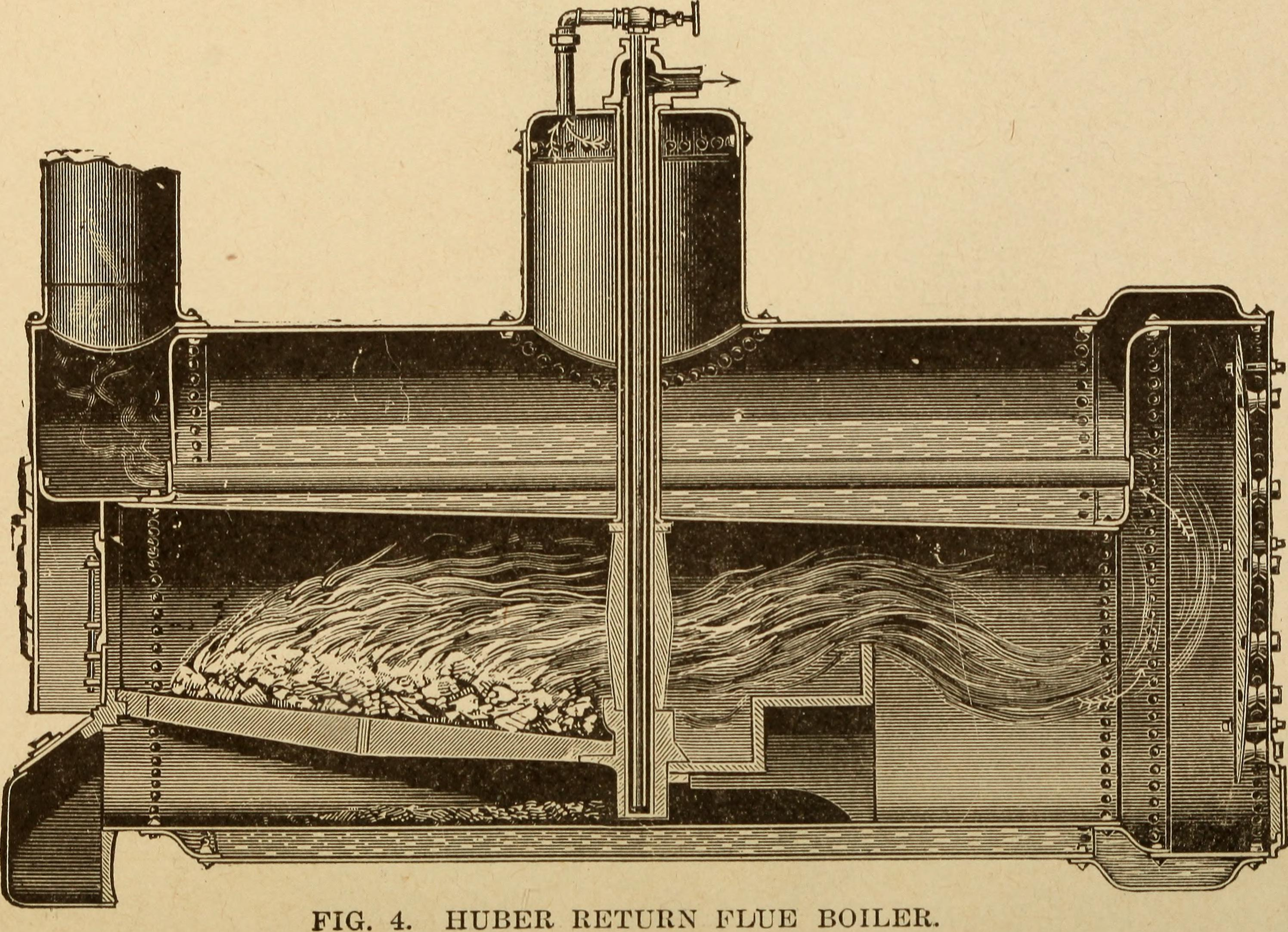
دیگ هوپر

آخرین دیگ‌های دودکش برگشتی ساخته شده (به غیر از برخی دیگر از دیگ‌های ثابت) اغلب آنهایی هستند که توسط شرکت هوبر در ماریون، اوهایو برای موتورهای کششی «هوبر جدید» خود از سال ۱۸۸۵ تا ۱۹۰۳ ساخته شده‌اند.
با این حال، اینها بویلرهای دودکش برگشتی به معنای استفاده شده در اینجا نبودند، بلکه بویلرهای لوله برگشتی بودند. آنها یک لوله کوره استوانه ای بزرگ داشتند، یک محفظه احتراق در خارج از پوسته فشار دیگ، سپس چندین لوله آتش باریک که به یک جعبه دود نعل اسبی در بالا و اطراف درب آتش بازمی‌گشتند. نزدیکی این دودکش به آتش‌نشان باعث شد که آنها به «شکم سوز» لقب بگیرند؛ بنابراین طراحی آنها با دیگ‌های افقی نوع پرتاب (همان‌طور که توسط سر آرتور هیوود استفاده می‌شود) یا دیگ‌های دریایی اسکاچ شباهت بیشتری نسبت به دیگ‌های بخار تک دودکش ساده دارد.
در این زمان، دیگ لوکوموتیو برای موتورهای کششی همه جا حاضر شده بود. در مقایسه با این، مزیت دیگ هوبر این بود که می‌توان فایر تیوب‌ها را راحت‌تر تعویض کرد، بدون اینکه نیازی به کار از داخل یک جعبه آتش‌بسته باشد.

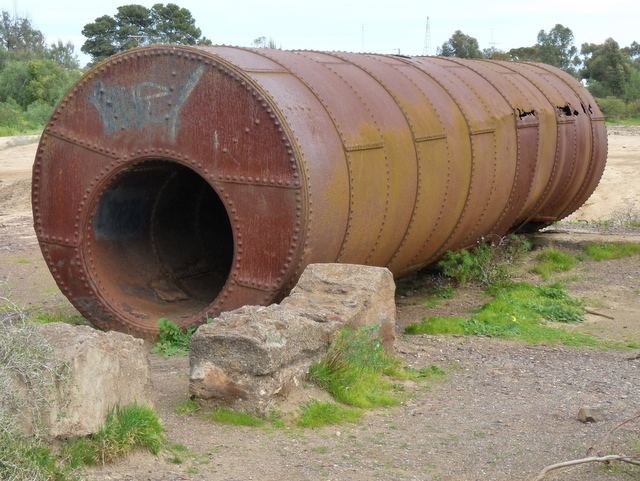
دیگ کورنیش
ساده‌ترین شکل دیگ دودکش، دیگ کورنیش «فشار بالا» ریچارد ترویتیک بود که برای اولین بار در معدن Dolcoath در سال ۱۸۱۲ نصب شد.  این یک استوانه افقی بلند با یک دودکش بزرگ است که حاوی آتش است. از آنجایی که کوره به بادکش طبیعی متکی بود، یک دودکش بلند در انتهای دودکش لازم بود تا هوا (اکسیژن) خوبی برای آتش فراهم شود.
برای بهره‌وری، نوآوری Trevithick این بود که زیر دیگ بخار را با یک محفظه آجری محصور کرد. گازهای خروجی از دودکش مرکزی عبور کرده و سپس به بیرون و اطراف پوسته دیگ آهنی هدایت می‌شوند. برای دور نگه داشتن دودکش از فضای پخت، دودکش آجری ابتدا از زیر مرکز دیگ به سمت جلو، سپس دوباره در امتداد طرفین و به دودکش عبور کرد.
دیگ‌های کورنیش چندین مزیت نسبت به دیگ‌های واگن قبلی داشتند: آنها از سطوح بیشتر منحنی تشکیل شده بودند که بهتر است در برابر فشار مقاومت کنند. انتهای صاف آنها کوچکتر از اضلاع مسطح دیگ واگن بود و توسط دودکش مرکزی کوره، و گاهی اوقات توسط میله‌های طولانی اضافی باقی می‌ماند . یک مزیت کمتر آشکار، مقیاس دیگ بود. دیگ‌های واگن یا انبار کاه از زیر گرم می‌شدند و هر گونه رسوب یا ناخالصی که رسوب تشکیل می‌داد روی این صفحه می‌نشست و آن را از آب عایق می‌کرد. این امر باعث کاهش راندمان گرمایش می‌شود و در نهایت می‌تواند منجر به گرمای بیش از حد موضعی و خرابی صفحات دیگ شود. در دیگ دودکش، هر رسوبی از کنار دودکش کوره می‌ریزد و در پایین پوسته دیگ می‌نشیند، جایی که اثر کمتری دارد.
در مهندسی مدل، دیگ کورنیش، به ویژه هنگامی که با لوله‌های گالووی نصب می‌شود (به دیگ Lancashire، زیر مراجعه کنید)، یک انتخاب عالی برای دیگ‌های گاز سوز و قایق‌های بخار مدل است. ساخت آن ساده است و به اندازه هر دیگ در مقیاس کوچک کارآمد است.
دیگ باترلی

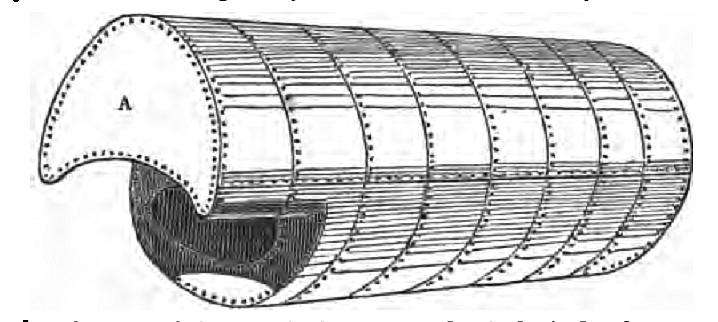
دیگ بخار باترلی، از سخنرانی Fairbairn در سال ۱۸۵۱

دیگ بخار باترلی یا «دهان سوت» یک طرح کمتر شناخته شده برگرفته از الگوی کورنیش است که توسط کارخانه‌های بویلر باترلی در دربی شایر تولید شده است.  اساساً یک دیگ کورنی است که نیمه پایینی پوسته اطراف کوره برداشته شده است، به طوری که اجازه می‌دهد آتش بزرگی روشن شود. این امر باعث محبوبیت آن در کارخانه‌های نساجی پنین شد، جایی که زغال سنگ سخت شمال ارزش حرارتی کمتری نسبت به زغال سنگ ولز مورد استفاده در جنوب غربی داشت و به آتش بزرگتری نیاز داشت.  از طرف دیگر ممکن است آن را به عنوان یک دیگ کورنیش کوتاه شده با یک دیگ واگن در جلوی آن با آتش بزرگتر در زیر آن در نظر بگیرید. از همان اشکال دیگ واگن رنج می‌برد: صفحه محفظه آتش مقعر از نظر مکانیکی ضعیف است و این یا فشار کاری را محدود می‌کند یا نیاز به ماندن مکانیکی اضافی دارد.
دیگ لنکاوی

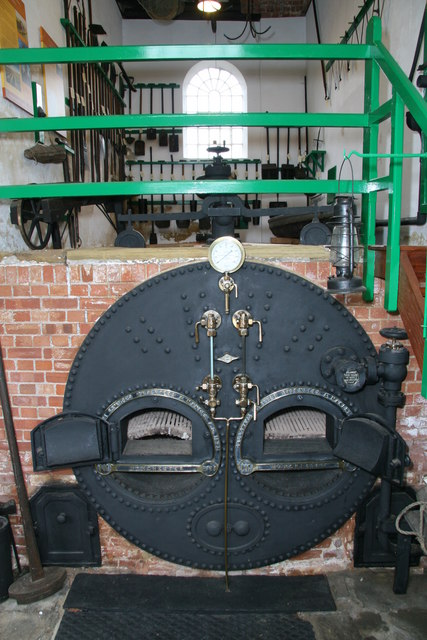
دیگ لنکاوی در ایستگاه پمپاژ پینچبک

دیگ بخار لنکاوی شبیه کورنیش است، اما دارای دو دودکش بزرگ است که به جای یک دودکش، آتش را مهار می‌کند. عموماً این اختراع ویلیام فیربرن و جان هترینگتون در سال ۱۸۴۴ در نظر گرفته می‌شود، اگرچه ثبت اختراع آنها برای روش آتش‌زنی متناوب کوره‌ها به منظور کاهش دود به جای خود دیگ بود. لوکوموتیو اولیه ۰-۴-۰ استفنسون " Lancashire Witch " قبلاً استفاده از لوله‌های کوره دوقلو را در یک دیگ بخار نشان داده بود ۱۵ سال قبل
Fairbairn یک مطالعه نظری در مورد ترمودینامیک دیگهای بخار کارآمدتر انجام داده بود و همین امر باعث شد که او سطح توری کوره را نسبت به حجم آب افزایش دهد. دلیل خاصی برای این امر، پذیرش ضعیف دیگ کورنیش در کارخانه‌های پنبه‌سازی لنکاوی بود، که در آن زغال‌سنگ سخت‌تر محلی نمی‌توانست به‌طور رضایت‌بخشی در کوره کوچک‌تر سوزانده شود، به نفع دیگ‌های قدیمی واگن کم فشار و رنده بزرگ آن 
مشکلات دیگ کورنیش این بود که یک دیگ با هر قدرت خاصی به یک منطقه شناخته شده از لوله کوره به عنوان منطقه گرمایش نیاز دارد. لوله‌های بلندتر به پوسته دیگ بخار طولانی‌تر و گران‌تر نیاز داشتند. آنها همچنین نسبت سطح رنده را نسبت به منطقه گرمایش کاهش دادند و حفظ آتش کافی را دشوار می‌کردند. افزایش قطر لوله باعث کاهش عمق آب پوشانده لوله کوره می‌شود و بنابراین نیاز به کنترل دقیق سطح آب توسط آتش‌نشان را افزایش می‌دهد و در غیر این صورت خطر انفجار دیگ بخار را افزایش می‌دهد. مطالعات Fairbairn در مورد تنش حلقه در سیلندرها نیز نشان داد که لوله‌های کوچکتر قوی تر از لوله‌های بزرگتر هستند. راه حل او ساده بود: جایگزین کردن یک لوله کوره بزرگ با دو لوله کوچکتر.
ثبت اختراع مزیت دیگری از کوره‌های دوقلو را نشان داد. با شلیک متناوب آنها و بستن درب محفظه آتش بین دودکش، همچنین می‌توان هوا را از کنار کوره عبور داد (در مورد دیگ لنکاوی، از طریق خاکستر زیر رنده) که باعث تشویق گازهای دودکش تولید شده توسط کوره می‌شود. آتش به‌طور کامل و تمیزتر بسوزد و در نتیجه دود و آلودگی کاهش یابد.  یک عامل کلیدی در این امر، دمپر هوای چرخان کرکره ای متمایز در در بود که از دهه ۱۸۴۰ به یکی از ویژگی‌های آن تبدیل شد.

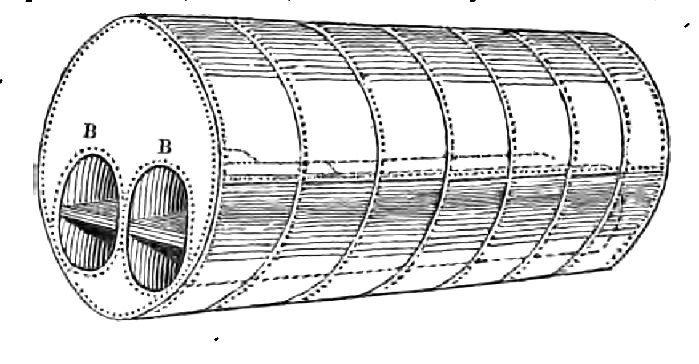
دیگ بخار لنکاوی، از سخنرانی Fairbairn

استفاده از دو دودکش نیز اثر تقویتی دارد و به عنوان دو میله بلند که صفحات انتهایی را پشتیبانی می‌کند عمل می‌کند.
پیشرفت‌های بعدی لوله‌های گالووی (پس از مخترع آن‌ها که در سال 1848 یا 1851  به ثبت رسید) لوله‌های آب متقاطع را در دودکش اضافه کرد، بنابراین سطح گرم‌شده را افزایش داد. از آنجایی که این لوله‌ها لوله‌های کوتاه با قطر زیاد هستند و دیگ همچنان از فشار نسبتاً کم استفاده می‌کند، این دیگ هنوز یک دیگ لوله آب در نظر گرفته نمی‌شود. لوله‌ها مخروطی هستند تا نصب آنها از طریق دودکش آسان‌تر شود.
دیگ‌های لنکاوی اغلب دودکش‌های موجدار را نشان می‌دهند که انبساط حرارتی را بدون فشار به درزهای پرچ شده جذب می‌کند. توسعه دیگر "دودکش کلیه " یا دیگ بخار گالووی بود که در آن دو کوره به هم متصل می‌شوند و به یک دودکش منفرد می‌پیوندند که در مقطع کلیوی شکل است. این دودکش پهن و مسطح با استفاده از لوله‌های گالووی باقی ماند.
حداکثر فشار آن ۲۰ بار (۲۹۰ پوند بر اینچ مربع) است. حداکثر قطر دیگ ۳ متر (۹٫۸ فوت)، دارای دو لوله آتش با طول متفاوت از ۶–۱۰ متر (۲۰–۳۳ فوت) است و قطر ٫۸–۱ متر (۲٫۶–۳٫۳ فوت)
اگرچه دیگ لنکاوی یک طراحی قدیمی در نظر گرفته می‌شود، به شرطی که دودکش به اندازه کافی طولانی باشد، می‌تواند کارآمدی معقولی داشته باشد. این امر منجر به یک دیگ بخار حجیم، به خصوص از نظر طول آن، می‌شود و این همیشه استفاده از آن را به تأسیسات ثابت محدود کرده است. این دیگ استاندارد در کارخانه‌های پنبه لنکشایر بود.
دیگ پنج لوله ای Fairbairn

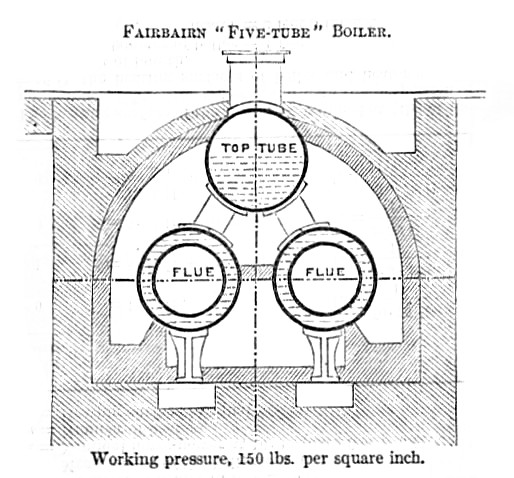
دیگ پنج لوله ای Fairbairn، بخش پایانی

کار ویلیام فیربرن بر روی دیگ بخار لنکاوی، مزیت کارایی کوره‌های متعدد را نسبت به کاهش حجم آب نشان داده بود. همچنین به‌طور گسترده فهمیده شد که فشار بخار بالاتر کارایی موتورها را بهبود می‌بخشد. تحقیقات Fairbairn در مورد استحکام سیلندرها  او را به طراحی دیگ بهبود یافته دیگری بر اساس قطرهای لوله بسیار کوچکتر سوق داد، که بنابراین قادر به کار در فشارهای بالاتر، معمولاً ۱۵۰ پوند بر اینچ مربع (۱٬۰۰۰ کیلوپاسکال) خواهد بود. . این دیگ «پنج لوله» بود که پنج لوله آن در دو جفت تو در تو به عنوان بشکه آب و کوره چیده شده بود و لوله باقیمانده بالای آنها به عنوان یک درام بخار جداگانه نصب شده بود. حجم آب در مقایسه با طراحی‌های قبلی دیگ بخار بسیار کم بود، زیرا لوله‌های کوره تقریباً هر یک از درام‌های آب را پر می‌کردند.
دیگ با توجه به اهداف خود موفق بود و دو کوره بزرگ در ظرفیت آب کم ارائه کرد. درام بخار جداگانه همچنین به تولید بخار «خشک» بدون انتقال آب و خطر پرایمینگ کمک می‌کند. با این حال، ساخت آن نیز پیچیده بود و فضای گرمایشی زیادی برای کار در آن ارائه نمی‌کرد. به زودی توسط دیگ‌های چند لوله ای مانند دیگ‌های Fairbairn-Beeley و Scotch جایگزین شد.